# Idaea remissa
Idaea remissa är en fjärilsart som beskrevs av Alfred Ernest Wileman 1911. Idaea remissa ingår i släktet Idaea och familjen mätare. Inga underarter finns listade i Catalogue of Life.